# 1951 у футболі
Нижче наведені футбольні події 1951 року у всьому світі.

## Національні чемпіони
- Англія: Тоттенхем Хотспур
- Аргентина: Расінг (Авельянеда)
- Італія: Мілан
- Нідерланди: ПСВ
- СРСР: ЦДСА
- ФРН: Кайзерслаутерн
- УРСР( Україна): Металург Запоріжжя